# Чемпіонат України з регбіліг 2020
Чемпіонат України 2020 року з регбіліг.
Дванадцятий чемпіонат України з регбіліг серед чоловіків розіграли 2020 року 6 команд Суперліги, які провели турнір у двох групах по 3 команди в одне коло. Пізніше перші дві команди з кожної групи у стикових матчах визначили 1-4 місця.

## Учасники
У сезоні 2020 року в UKRAINE SUPER LEAGUE взяли участь 6 регіональних франшиз:
1. «Kharkiv Legion Xlll» (Харків)
2. «Lviv Tigers» (Львів)
3. «Kyiv Rhinos» (Київ)
4. «West Giants» (збірна Рівненської та Хмельницької обл.)
5. «Ternopil Knights» (Тернопіль)
6. «Mykolaiv Korabel» (Миколаїв)

## Суперліга

### Група А
| Місце | Команда            | 1     | 2     | 3     | В | Н | П | Р:О    | О |
| ----- | ------------------ | ----- | ----- | ----- | - | - | - | ------ | - |
| 1     | «Lviv Tigers»      |       | 62:6  | 64:18 | 2 | 0 | 0 | 126:24 | 6 |
| 2     | «West Giants»      | 6:62  |       | 42:10 | 1 | 0 | 1 | 48:72  | 4 |
| 3     | «Ternopil Knights» | 18:64 | 10:42 |       | 0 | 0 | 2 | 28:106 | 2 |

### Група Б
| Місце | Команда               | 1    | 2    | 3    | В | Н | П | Р:О   | О |
| ----- | --------------------- | ---- | ---- | ---- | - | - | - | ----- | - |
| 1     | «Kharkiv Legion XIII» |      | 66:0 | 76:0 | 2 | 0 | 0 | 142:0 | 6 |
| 2     | «Kyiv Rhinos»         | 0:66 |      | 28:0 | 1 | 0 | 1 | 28:66 | 4 |
| 3     | «Korabel Mykolaiv»    | 0:76 | 0:28 |      | 0 | 0 | 2 | 0:104 | 2 |

### Матч за 3-є місце
«Kyiv Rhinos» — «West Giants» 62:4

### Фінал
24 жовтня 2020 р. Львів, стадіон «Юність»
«Lviv Tigers» — «Kharkiv Legion XIII» 20:46